# 王威元
王威元（1981年12月26日—），中华民国政治人物。畢業於國立台北科技大學管理學院經營管理EMBA專班、國立中興大學行銷系學士、台北市立明倫高中畢業、新北市私立格致中學國中部畢業、新北市立三重國小畢業。曾任三重區忠孝里里長後，投入2018九合一大選參選新北市議員。

## 選舉紀錄
| 年度 | 選舉屆數             | 選舉區           | 所屬政黨   | 得票數 | 得票率 | 當選標記 | 備註 |
| ---- | -------------------- | ---------------- | ---------- | ------ | ------ | -------- | ---- |
| 2018 | 第三屆新北市議員選舉 | 新北市第三選舉區 | 中國國民黨 | 34,543 | 11.76% |          |      |
| 2022 | 第四屆新北市議員選舉 | 新北市第四選舉區 | 中國國民黨 | 25,494 | 9.54%  |          |      |

## 外部連結
- 王威元的Facebook專頁